# 北海道北見支援学校
北海道北見支援学校（ほっかいどう きたみしえんがっこう、英: Hokkaido Kitami Special Needs School）は、北海道北見市に位置する支援学校。2025年現在は、104名の児童・生徒が在学している。

## 概要
- 小学部、中学部、高等部（普通科）が設置されている。

## 通学区域
北見市、美幌町、津別町、訓子府町、置戸町及び大空町の区域のうち、通学が可能な地域